# Chrysobothris analis
Chrysobothris analis es una especie de escarabajo del género Chrysobothris, familia Buprestidae. Fue descrita científicamente por LeConte en 1860.
Se encuentra en Arizona, Texaz, México. Las larvas en Acacia, Carya, Celtis, Cercis, Citrus, Coccoloba, Diospyros, Ebenopsis, Haematoxylon, Juglans, Leucaena, mimosa, Parkinsonia, Prosopis, Prunus, Rhus, Sapindus, Ulmus.